# Miranda Bonansea
Miranda Bonansea (Mondovì, 31 ottobre 1926 – Roma, 10 febbraio 2019) è stata un'attrice e doppiatrice italiana, la più celebre attrice bambina degli anni trenta in Italia, e quindi attiva come interprete radiofonica e doppiatrice, particolarmente nota per essere stata la voce italiana di June Allyson, Shirley Temple, Marilyn Monroe e Judy Garland.

## Biografia
Figlia di Piero Bonansea, fotografo di Casa Savoia, crebbe a Roma con la famiglia dello zio Guido Garavaglia, amministratore di compagnie teatrali e cugino di Leo Garavaglia, attore e doppiatore degli anni trenta. Iniziò già da piccola a frequentare con lo zio sia il palcoscenico che i set cinematografici, esordendo quindi a 8 anni, nel 1934, nel film La cieca di Sorrento, di Nunzio Malasomma.
Conosciuta anche con il nome d'arte di Miranda Garavaglia (cognome di sua madre da nubile), si affermò come l'attrice bambina di maggior successo del cinema italiano degli anni trenta, la cui strada sarà seguita quindi nei primi anni quaranta da Mariù Pascoli.

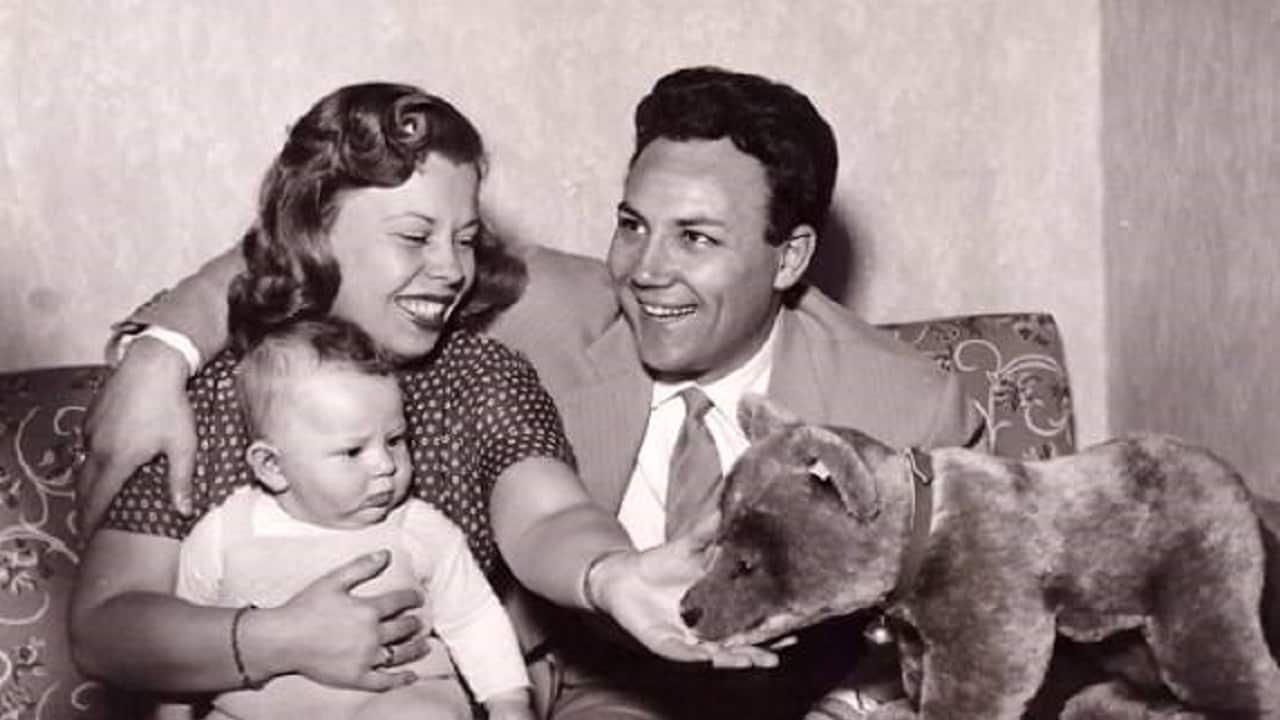
Miranda Bonansea con l'allora marito Claudio Villa e il figlio Mauro nel 1953

Definita la Shirley Temple italiana, nel film Fermo con le mani del 1937, diretto da Gero Zambuto, fu vestita e pettinata per volere della produzione come la Temple, di cui la Bonansea era da anni la doppiatrice italiana ufficiale.
Frequenti furono, negli anni trenta, le partecipazioni a programmi radiofonici dell'EIAR, sia come ospite che come attrice interprete di parti infantili e, da adulta, nelle commedie e radiodrammi della Rai sino ai primi anni sessanta. Lavorò anche in teatro, recitando nel 1940 in una commedia di Thornton Wilder, con la regia di Gerardo Guerrieri.
Nella stagione radiofonica 1942-1943 fece parte del cast della popolare trasmissione settimanale Terziglio, che proponeva un diverso tema di costume ad ogni puntata; tra gli autori figuravano Federico Fellini, Marcello Marchesi, Nicola Manzari, Edoardo Anton, Dino Falconi, e tra gli attori Giulietta Masina, Mario Riva, Nunzio Filogamo, Rocco D'Assunta.
Dopo aver esordito nel doppiaggio nel 1932 agli studi Paramount di Saint-Maurice, dalla metà degli anni trenta doppiò, con la CDC, numerose famose attrici, fra cui la già citata Shirley Temple, June Allyson, Jean Simmons, Jane Powell, Marilyn Monroe (quest'ultima in seguito passata alla voce di Rosetta Calavetta), Judy Garland (ne Il mago di Oz).
Terminò la sua professione di doppiatrice nel 2009, quando si ritirò dopo 77 anni d'attività (è stata in assoluto la doppiatrice italiana dalla carriera più longeva).
Il suo ultimo doppiaggio è stato quello di Betty White nel ruolo di Ann Douglas nella soap opera Beautiful.

### Vita privata e morte
Dal 1952 al 1962 fu sposata col cantante Claudio Villa dal quale ebbe il figlio Mauro.
Muore il 10 febbraio 2019 a Roma, all’età di 92 anni.

## Filmografia
- La cieca di Sorrento, regia di Nunzio Malasomma (1934)
- Passaporto rosso, regia di Guido Brignone (1935)
- Il re Burlone, regia di Enrico Guazzoni (1936)
- Il grande silenzio, regia di Giovanni Zannini (1936)
- I tre desideri, regia di Giorgio Ferroni e Kurt Gerron (1937)
- Fermo con le mani, regia di Gero Zambuto (1937)
- Il torrente, regia di Marco Elter (1938)
- Il sogno di Butterfly, regia di Carmine Gallone (1939)
- I sette peccati, regia di Ladislao Kish (1942)

## Prosa radiofonica
EIAR
- Raggio di sole, commedia di A. Gherardini, regia di Gherardo Gherardi, trasmessa il 7 giugno 1937
- I fiori del cielo, tre atti di Pier Maria Rosso di San Secondo, regia di Aldo Silvani, trasmessa il 27 luglio 1937
- Rivistissima Cinzano, rivista radiofonica di Angelo Nizza e Riccardo Morbelli, orchestra di Tito Petralia, trasmessa il 29 dicembre 1939
- Una vita inutile, commedia di Nino Chiarelli, regia di Luigi Maggi, trasmessa il 7 febbraio 1940
- Sere d'agosto, commedia di Ferruccio Cerio, regia di Luigi Maggi, trasmessa il 6 marzo 1940
- Il centauro bendato, un atto di Nino Salvaneschi regia di Guglielmo Morandi 1941
- Sale d'aspetto di Federico Fellini, Marcello Marchesi e Migneco, con Giulietta Masina, Mario Riva, Miranda Bonansea, regia di Claudio Fino, trasmessa il 29 gennaio 1943
- Ricordi, di Nicola Manzari, Edoardo Anton e Varaldo, regia di Claudio Fino, trasmessa il 12 febbraio 1943
- Scusate se da sol mi presento, radiorivista musicale di Angelo Migneco, regia di Guido Barbarisi, trasmessa il 20 marzo 1943
- Un cappello di paglia di Firenze, commedia musicale di E. Labiche, regia di Nino Meloni, trasmessa il 24 aprile 1943
- L'augellin belverde, fantasia musicale di Alessandro Brissoni, regia di Nino Meloni, trasmessa  il 25 aprile 1943
- Lo specchio, fiaba per bambini di Alberto Casella, regia di Nino Meloni, trasmessa il 23 giugno 1943
- Vecchi e giovani, varietà di Vittorio Metz, regia di Guido Barbarisi, trsmessa il 13 settembre 1943

RAI
- Il malato immaginario di Molière, regia Nino Meloni, trasmessa il 3 dicembre 1945

## Doppiaggio

### Cinema
- Shirley Temple in Riccioli d'oro, La piccola principessa, La mascotte dell'aeroporto, Zoccoletti olandesi, Il piccolo colonnello, La piccola ribelle, La reginetta dei monelli, Un angolo di paradiso, Una povera bimba milionaria, Cin Cin, Rivelazione, Capitan Gennaio, L'idolo di Broadway, Dietro l'angolo, Susanna e le giubbe rosse, Alla ricerca della felicità, Primo amore, Al tuo ritorno, Serenata messicana, Da quando te ne andasti, Diana vuole la libertà, Il massacro di Fort Apache, Età inquieta, Il signor Belvedere va in collegio, Non parlare, baciami, Vento di primavera
- June Allyson in Essi vivranno!, Una tigre in cielo, Piccole donne, Sesso debole?, I tre moschettieri, L'isola sulla montagna, Marisa, Il messicano, L'ingenua maliziosa, In fondo al cuore, Il ritorno del campione, La sete del potere, La sposa ribelle, Testa rossa
- Marilyn Monroe in Le memorie di un dongiovanni, Gli uomini preferiscono le bionde, La tua bocca brucia, Mia moglie si sposa, Matrimoni a sorpresa, Il magnifico scherzo, La figlia dello sceriffo, Giungla d'asfalto, Follie dell'anno
- Jane Powell in Athena e le 7 sorelle, Crociera di lusso, Sette spose per sette fratelli, Sua Altezza si sposa, Vacanze al Messico, Tutti in coperta, Così sono le donne, Mamma non ti sposare, Due settimane d'amore, Amore provinciale
- Linda Hunt in Il segno della libellula - Dragonfly, Silverado, Relic - L'evoluzione del terrore, Un poliziotto alle elementari, Vero come la finzione, I bostoniani, She-Devil - Lei, il diavolo, Un pezzo da 20
- Anne Francis in Fuga d'amore, Supplizio, Il seme della violenza, Alla larga dal mare, Giorno maledetto, Senza scampo, Duello di spie
- Shelley Winters in Buona fortuna, Mr. Stone, Il cane della sposa, Un lavoro da giurato, Omicidio a circuito chiuso
- Judy Garland in Il mago di Oz, L'allegra fattoria, Ti amavo senza saperlo
- Lana Turner in Sorvegliato speciale
- Grace Kelly in Mezzogiorno di fuoco
- Vera Miles in Wichita
- Gene Tierney in Il vendicatore di Jess il bandito
- Leslie Caron in Un americano a Parigi, Lili, Le Divorce - Americane a Parigi
- Cyd Charisse in I marciapiedi di New York, Tensione
- Debra Paget in I miserabili, Squilli di primavera, L'uccello di Paradiso
- Jean Simmons in Amleto, Tragica incertezza, Adamo ed Evelina, La gabbia d'oro
- Eva Marie Saint in Sognando l'Africa
- Eileen Atkins in Chiedi alla polvere
- Ann Rutherford in Via col vento
- Viveca Lindfors in Stargate
- Pauline Collins in Paradise Road
- Fionnula Flanagan in Svegliati Ned
- Ellen Burstyn in Un adorabile testardo
- Cloris Leachman in La musica del cuore, Malcolm
- Lillian Adams in Una settimana da Dio
- Patricia Aldersley in Un ponte per Terabithia
- Joanne Woodward in Philadelphia
- Joanna Miles in Dredd - La legge sono io
- Kathleen Freeman in Una pallottola spuntata 33⅓ - L'insulto finale
- Matyelok Gibbs in Miss Potter
- Vera-Ellen in Una notte sui tetti
- Miriam Margolyes in Giorni contati - End of Days
- Estelle Getty in Fermati, o mamma spara, Stuart Little - Un topolino in gamba
- Joan Plowright in Dennis la minaccia, Un marito... quasi perfetto, Surviving Picasso
- Olympia Dukakis in Romantici equivoci
- Sally Forrest in La valle della vendetta
- Joan Leslie in Il circo insanguinato, Rapsodia in blu
- Terry Moore in Papà Gambalunga, Torna, piccola Sheba
- June Storey in L'incendio di Chicago
- Ulla Jacobsson in Sorrisi di una notte d'estate
- Susan Kellermann in La morte ti fa bella
- Barbara Jefford in La nona porta
- Olive Deering in I dieci comandamenti
- Wanda Hendrix in Il principe delle volpi
- Barbara Bates in Eva contro Eva, Occhio alla palla
- June Lockhart in Le bianche scogliere di Dover
- Nieves Navarro in Tutti i colori del buio
- Virna Lisi in ...e Napoli canta!, Piccola santa, Il cardinale Lambertini
- Alida Valli in Un mese al lago
- Sophia Loren in Due notti con Cleopatra
- Gina Lollobrigida in Passaporto per l'oriente
- Rossana Podestà in Ulisse
- Natascia Mangano in Anna
- Paola Veneroni in Yvonne la Nuit
- Arlette Clark in Tenera è la notte
- Joan Tetzel in Il caso Paradine
- Gloria DeHaven in Due ragazze e un marinaio, L'autista pazzo, Fra due donne
- Momoko Kôchi in I misteriani
- Anita Ruff in Le donne sono deboli
- Iris Adrian in La strana coppia
- Mabel Albertson in Una splendida canaglia
- Colleen Townsend in Bill sei grande!
- Piper Laurie in Amo Luisa disperatamente
- Ruby Dee in La giusta causa
- Susana Canales in Il conte Max
- Paola Quattrini in La vendetta di una pazza
- Juanita Quigley in Quella certa età
- Nyree Dawn Porter in La casa che grondava sangue
- Jane Bryan in Strisce invisibili
- Celia Imrie in Frankenstein di Mary Shelley
- Eileen Brennan in Le nuove avventure di Pippi Calzelunghe
- Pat Carroll in Nancy Drew
- Carolyn Coates in Mammina cara

### Televisione
- Marília Pêra im Luna piena d'amore
- Nelly Prono in Manuela
- Patricia Castell in Perla nera
- Mahuampi Acosta in Topazio
- Betty White in Beautiful (1ª voce)

### Animazione
- Hattie McDoogal (st. 1-4), Petunia (st. 3-5), Regina Slurma (ep. 1x13) e La Grande Sacerdotessa (Secondo film) in Futurama[2]
- Nilla in La carica dei 101 II - Macchia, un eroe a Londra
- Ma' Topo in Robin Hood
- La nonna in Persepolis
- Faline adulta in Bambi (Doppiaggio 1948)
- Regina Ghiacciolo in La principessa Zaffiro

## Premi
- Vincitrice della XI Targa "Gualtiero De Angelis" 2007 voci a Sanremo
- Premio alla carriera per il doppiaggio 2009
- Gran Premio alla carriera Romic 2009